# Ligne de tir
 (janvier 2025).
Si vous disposez d'ouvrages ou d'articles de référence ou si vous connaissez des sites web de qualité traitant du thème abordé ici, merci de compléter l'article en donnant les références utiles à sa vérifiabilité et en les liant à la section « Notes et références ».
La ligne de tir correspond à la trajectoire du projectile entre le canon de l'arme et le point d'impact.
Un coup de doigt, lors d'un tir, engendre un déplacement de l'arme. Cette action modifie la trajectoire du projectile, et donc une modification du point d'impact.